# Tectaria remotipinna
Tectaria remotipinna är en ormbunkeart som beskrevs av Ren-Chang Ching och Chu H. Wang. Tectaria remotipinna ingår i släktet Tectaria och familjen Tectariaceae. Inga underarter finns listade.